# 庇护七世肖像
《庇护七世肖像》（Portrait of Pope Pius VII）是法国艺术家雅克-路易·大卫的一幅油画作品，创作于1805年。肖像的主人公是教宗庇护七世，在《拿破仑加冕》中，他被请来祝福皇帝，但其实在仪式上，他只是一个旁观者。

## 历史
这幅画似乎是由伯爵查理·皮埃尔·克莱尔特·德弗勒里厄为法国皇帝订制，但是并没有书面记载。这幅画于1805年2月底左右，在杜伊勒里宫写生。大卫似乎对庇护的朴素和深刻的人性留下了深刻印象，选择以内省的姿态，而不是作为基督教中最有权势的教长，来展示他。这幅肖像画的报酬是1万法郎，在法国参议院的所在地卢森堡宫的画廊展出，然后被分配到拿破仑博物馆（现称卢浮宫博物馆）。1824年再次在卢森堡宫展出，1827年被送回卢浮宫的永久收藏地。
大卫在他的一个学生（可能是乔治·鲁伊特）的协助下，画了这幅肖像画的三个版本。其中两幅是拿破仑分别为枫丹白露宫和凡尔赛宫订制。第三幅由大卫本人保管，他流亡布鲁塞尔时带着这幅画，现已丢失。

## 描述
这幅画是垂直格式，棕色背景，画中描绘的庇护，占据画面四分之三的高度，坐在一张红色天鹅绒椅子上，上面绣着金色。他表情平静，头戴白色小瓜帽，内穿大白衣，外穿红色天鹅绒肩衣和有金色刺绣的红色聖帶。庇护的手臂放在椅子的把手上。右手拿着一张纸，上面用拉丁文写着“庇护七世，美术赞助人”（Pio VII Bonarium Artium Patron）。画作的签名在左上角：“路易·大卫，巴黎，1805年”（LUD. DAVID PARISIIS 1805）。